# Ever Lasting Friends
Ever Lasting Friends（エバー・ラスティング・フレンズ）は、日本の動物愛護団体である。

## 概略
設立のきっかけは、女優で元歌手の田中美奈子がテレビ番組で訪れたマレーシアのオランウータンの保護・育成施設、並びにイギリスの犬のトリマーの体験取材をきっかけに、日本でも動物と人間が共存できる環境を提供しつつ、また動物を一生涯ケアできる施設を作りたいという願いから1999年12月に設立された。その後、田中の創価学会仲間である朝比奈マリア（画家）、島田歌穂（女優）、 木根尚登（ミュージシャン）らもこの活動に賛同し、現在各地でチャリティーイベントを展開し、人とペットの共存を図る取組みを進めている。